# Sozialkategorie
Sozialkategorie (auch soziale Kategorie oder demographische Gruppe) ist ein Begriff aus der Soziologie und der Bevölkerungswissenschaft und kennzeichnet eine Menge von Personen mit gemeinsamen sozial relevanten und besonders auch demographisch bedeutenden Merkmalen. Als sozial relevante Merkmale werden häufig Konfession, Staatsangehörigkeit, Geschlecht, Lebensalter, Beruf und Einkommen definiert. Beispiele für Sozialkategorien sind dementsprechend die über 60-Jährigen mit einem Jahreseinkommen von weniger als 30 000 € oder die akademisch gebildeten Frauen.